# 一師範西校区駅
一師範西校区駅（いっしはんせいこうくえき、中文表記: 一师范西校区站、英文表記: Hunan First Normal University (West Campus) station）は、中華人民共和国湖南省長沙市岳麓区梅渓湖街道にある長沙地下鉄6号線の駅である。

## 駅周辺
- 長沙高新区東方紅小学
- 湖南省歌舞劇院
- 長沙市口腔医院
- 湖南第一師範学院
- 湖南渉外経済学院
- 楊梅公園